# République socialiste du Chili
 (avril 2018).
Si vous disposez d'ouvrages ou d'articles de référence ou si vous connaissez des sites web de qualité traitant du thème abordé ici, merci de compléter l'article en donnant les références utiles à sa vérifiabilité et en les liant à la section « Notes et références ».
1932–1932
Entités précédentes :
- République du Chili (république présidentielle) (es)

Entités suivantes :
- République du Chili (république présidentielle) (es)

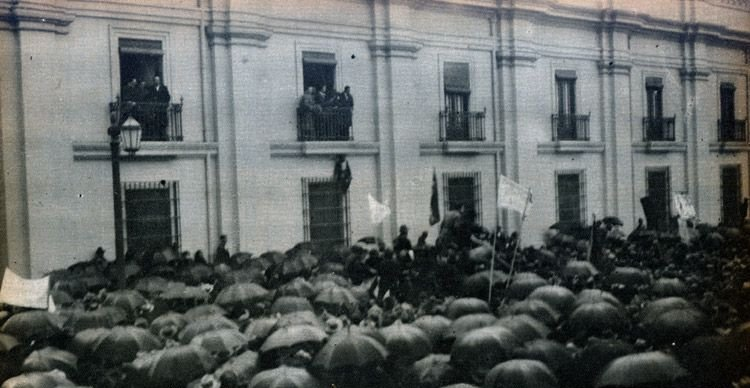
Marche de soutien à la République socialiste devant le palais de La Moneda, 12 juin 1932.

La république socialiste du Chili (en espagnol : República Socialista de Chile) est le nom d'un régime politique chilien s'étendant du coup d'État du 4 juin 1932 mené par Carlos Dávila Espinoza, jusqu'au coup d'État du 17 juin 1932 (soit un total de seulement 13 jours).

## Contexte social
Le mécontentement populaire commença avec la révolution industrielle, l'exode rural massif et l'émergence du prolétariat. De nombreuses révoltes eurent lieu, soutenues par les mouvements anarchistes et communistes et le syndicalisme naissant.
Au moment de la Grande Dépression de 1929, les tensions augmentèrent encore. Le Chili fut en effet l'un des pays les plus affectés par la crise, du fait des dettes contractées sous le gouvernement du général Carlos Ibáñez del Campo, et également de l'effondrement des ventes de salpêtre, la principale ressource marchande du Chili d'alors. En 1931, Ibáñez est contraint de démissionner, et laisse le pouvoir aux mains du président du Sénat Juan Esteban Montero, qui remporte les élections en octobre de cette année. Montero est immédiatement confronté à une série de tentatives de coup d’État.

## 4 juin 1932: la prise de pouvoir
L'après-midi du 4 juin 1932, un groupe de rebelles venant de la base aérienne El Bosque, prend le contrôle du palais présidentiel. Le soir même, ils obligent le président Montero à démissionner. La République socialiste du Chili est proclamée.
Le gouvernement est dirigé par Carlos Dávila Espinoza, ainsi que le général Arturo Puga et Eugenio Matte.

## Objectifs et problèmes de la République socialiste
« Alimentar al pueblo, vestir al pueblo, domiciliar al pueblo, entendiéndose por el pueblo al conjunto de los ciudadanos sin distinción de clase ni de partidos. »
« Donner à manger au peuple, donner des vêtements au peuple, donner un logement au peuple, en entendant par "le peuple" l'ensemble des citoyens sans distinction de classe ni de parti. »
Alfredo Lagarrigue, présentation du programme économique.
Le principal objectif de la République socialiste est une restructuration sociale visant à garantir en premier lieu que chaque travailleur puisse subvenir à ses besoins fondamentaux (nourriture, logement).

## Fin de la République socialiste
Le 16 juin 1932, après que durant l'après-midi a eu lieu une grande manifestation ouvrière en soutien au gouvernement, de nuit un groupe d'officiers de la garnison de Santiago font un coup d'État. Ils séquestrent Marmaduque Grove et Eugenio Matte. Rapidement on appelle une nouvelle junte au gouvernement. Ainsi prend fin presque immédiatement la République socialiste, cela avant la découverte avec étonnement le lendemain par le peuple du changement soudain de gouvernement.

## Les actions de la République socialiste
Malgré sa durée très brève (seulement douze jours), la République socialiste a mis en place plusieurs réformes qui ont pu être appliquées car la Caja de Crédito Popular (connue familièrement comme la Tía Rica), et un décret de loi qui amnistie tous les condamnés pour délits politiques et sociaux, ont fortement marqué l'esprit des Chiliens[pas clair].